# Seznam největších jezer v Asii podle rozlohy

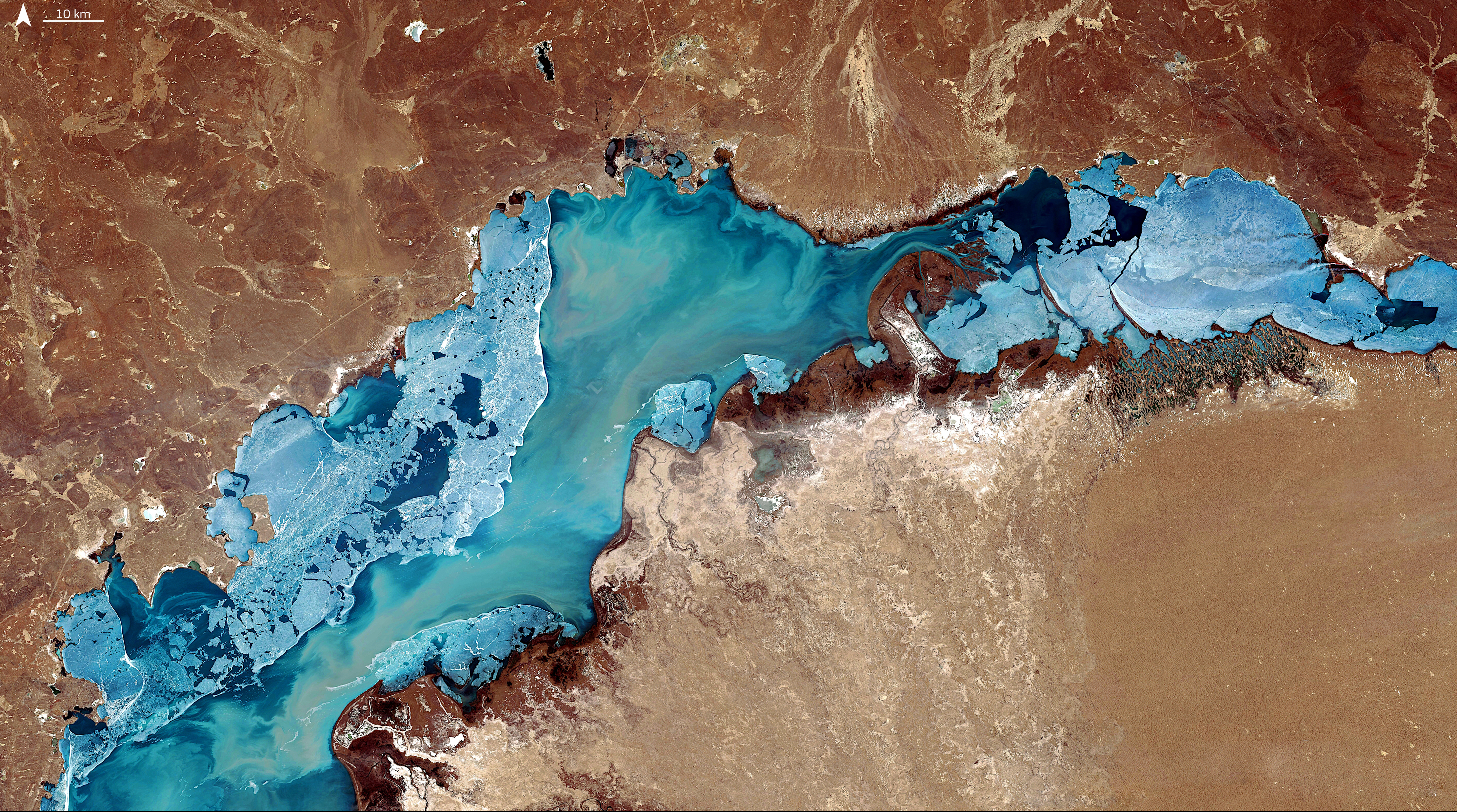
Jezero Balchaš

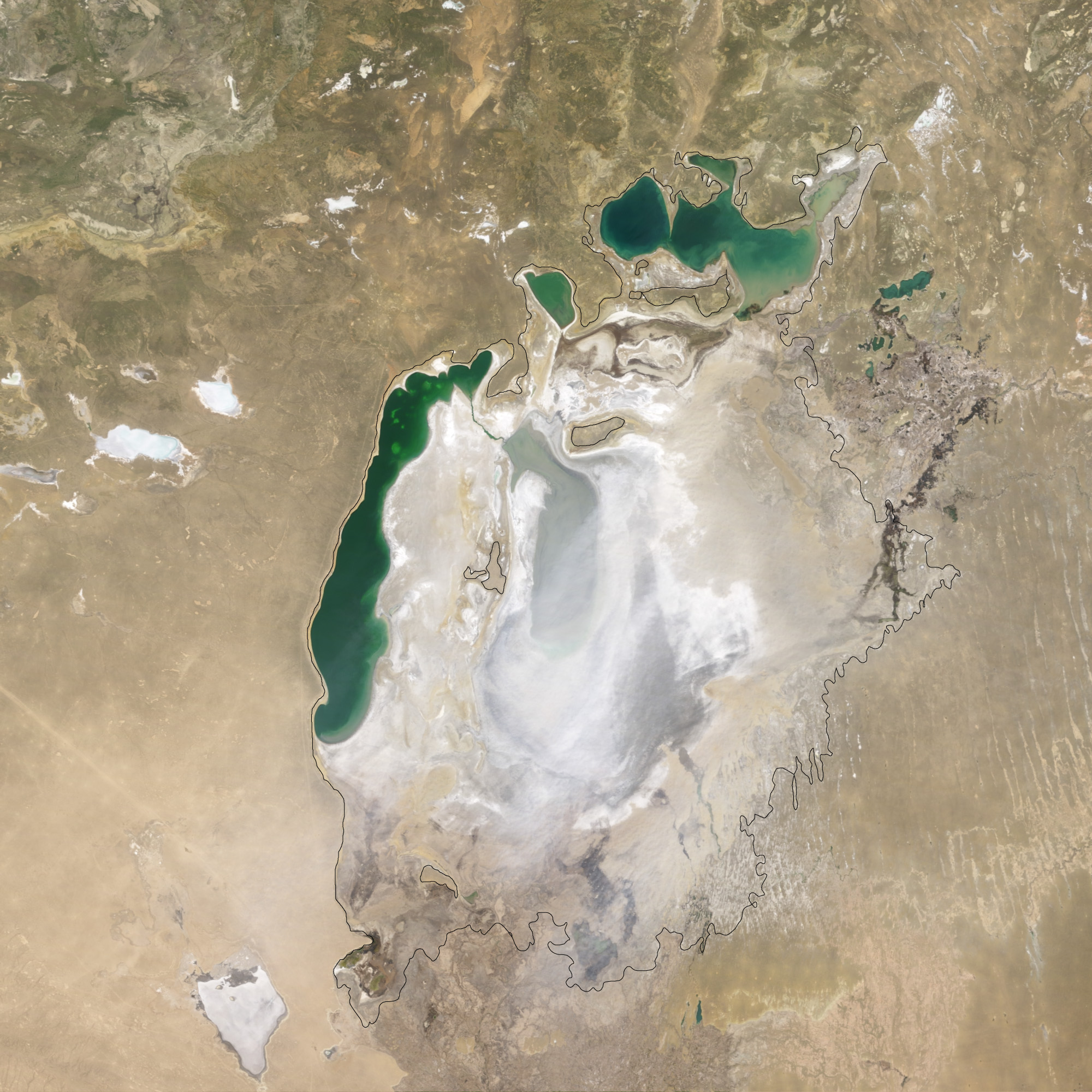
Aralské jezero

Největší jezera v Asii (nad 1 000 km²) seřazená podle rozlohy.

## Tabulka největších jezer
| Pořadí | Jezero (stát)                                                       | Rozloha  | Délka | Odtok                                |
|        |                                                                     | km²      | km    |                                      |
| ------ | ------------------------------------------------------------------- | -------- | ----- | ------------------------------------ |
| 1.     | Kaspické moře, (Ázerbájdžán, Rusko, Kazachstán, Turkmenistán, Írán) | 371,000  | 1,199 | bezodtoké (průtok do Kara-bogaz-gol) |
| 2.     | Bajkal, (Rusko)                                                     | 31,500   | 636   | Angara (povodí Jenisej)              |
| 3.     | Balchaš, (Kazachstán)                                               | 18,428   | 605   | bezodtoké                            |
| 4.     | Aralské jezero, (Kazachstán, Uzbekistán)                            | 17,160   | 428   | bezodtoké                            |
| 5.     | Issyk Kul, (Kyrgyzstán)                                             | 6,200    | 182   | bezodtoké                            |
| 6.     | Urmijské jezero, (Írán)                                             | 6,001    | 130   | bezodtoké                            |
| 7.     | Tonlésap, (Kambodža)                                                | **5,700  | 180   | Tonlesap                             |
| 8.     | Kukunor, (Čína)                                                     | *4,583   | 115   | bezodtoké                            |
| 9.     | Tajmyrské jezero, (Rusko)                                           | *4,560   | 210   | Dolní Tajmyra                        |
| 10.    | Chanka, (Čína, Rusko)                                               | *4,190   | 95    | Sungača (povodí Amur)                |
| 11.    | Ajdarkul, (Uzbekistán)                                              | ***4,000 | 250   | bezodtoké                            |
| 12.    | Vanské jezero, (Turecko)                                            | *3,738   | 120   | bezodtoké                            |
| 13.    | Pcho-jang-chu, (Čína)                                               | *3,583   | 130   | průtok k Jang-c’-ťiangu              |
| 14.    | Uvs núr, (Mongolsko, Rusko)                                         | *3,350   | 80    | bezodtoké                            |
| 15.    | Tung-tching-chu, (Čína)                                             | *2,820   | 150   | pěti průtoky k Jang-c’-ťiangu        |
| 16.    | Zajsan, (Kazachstán)                                                | *2,800   | 111   | Irtyš                                |
| 17.    | Chövsgöl núr, (Mongolsko)                                           | *2,620   | 134   | Egijn-Gol                            |
| 18.    | Tchaj-chu, (Čína)                                                   | *2,425   | 60    | průtoky k Jang-c’-ťiangu             |
| 19.    | Laguna de Bay, (Filipíny)                                           | *2,400   | 75    | Pasig                                |
| 20.    | Chulun núr, (Čína)                                                  | *2,315   | 75    | Arguň (povodí Amur)                  |
| 21.    | Toba, (Indonésie)                                                   | *2,050   | 100   | Asachan                              |
| 22.    | Sarykamyšské jezero, (Turkmenistán, Uzbekistán)                     | ***2,000 | 80    | bezodtoké                            |
| 23.    | Čany, (Rusko)                                                       | *1,990   | 80    | bezodtoké                            |
| 24.    | Hammar, (Irák)                                                      | *1,990   | 120   | průtok k Šatt al-Arab                |
| 25.    | Chung-ce-chu, (Čína)                                                | *1,960   | 80    | průtoky k Jang-c’-ťiangu             |
| 26.    | Nam Co, (Čína)                                                      | *1,940   | 80    | bezodtoké                            |
| 27.    | Sadíjá, (Irák)                                                      | *1,860   | 45    | průtok k Tigridu                     |
| 28.    | Char Us núr, (Mongolsko)                                            | *1,760   | 80    | průtok k Char núr                    |
| 29.    | Tuz, (Turecko)                                                      | *1,620   | 80    | bezodtoké                            |
| 30.    | Siling Co, (Čína)                                                   | *1,530   | 70    | bezodtoké                            |
| 31.    | Tengiz, (Kazachstán)                                                | ***1,590 | 80    | bezodtoké                            |
| 32.    | Chirgis núr, (Mongolsko)                                            | *1,360   | 80    | bezodtoké                            |
| 33.    | Sevan, (Arménie)                                                    | *1,298   | 75    | Razdan                               |
| 34.    | Kao-jou-chu, (Čína)                                                 | *1,200   | 85    | průtoky k Jang-c’-ťiangu             |
| 35.    | Tangrajum, (Čína)                                                   | *1,162   | 65    | bezodtoké                            |
| 36.    | Ebinur, (Čína)                                                      | *1,040   | 55    | bezodtoké                            |
| 37.    | Ulungur, (Čína)                                                     | ***1,035 | 65    | průtoky k Jili a k Irtyši            |

## Laguny
Některá jezera – laguny jsou někdy zařazována mezi jezera a někdy jsou počítány jako zálivy
| Pořadí | Jezero (stát)                  | Rozloha   | Délka | Odtok     |
|        |                                | km²       | km    |           |
| ------ | ------------------------------ | --------- | ----- | --------- |
| 1.     | Kara-bogaz-gol, (Turkmenistán) | ***12,000 | 170   | bezodtoké |

## Vysychající jezera
Zde jsou jezera, která v nedávné době měla rozlohu větší než 1000 km², v současné době však jejich rozloha klesla pod tuto hranici, jezera se rozpadla na více částí nebo úplně vyschla.
| Pořadí | Jezero (stát)             | Rozloha  | Délka | Odtok     |
|        |                           | km²      | km    |           |
| ------ | ------------------------- | -------- | ----- | --------- |
| 1.     | Namak, (Írán)             | **2,960  | 60    | bezodtoké |
| 2.     | Lopnor, (Čína)            | *2,570   | 70    | bezodtoké |
| 3.     | Šalkarteniz, (Kazachstán) | ***1,800 | 100   | bezodtoké |

## Ostatní kontinenty
- Největší jezera v Africe podle rozlohy
- Největší jezera v Antarktidě podle rozlohy
- Největší jezera v Austrálii a Oceánii podle rozlohy
- Největší jezera v Evropě podle rozlohy
- Největší jezera v Jižní Americe podle rozlohy
- Největší jezera v Severní Americe podle rozlohy